# جيمبوت جيمبوت
جيمبوت جيمبوت
جيمبوت جيمبوت أو سيكودوك،هي فطيرة تقليدية مشهورة في إندونيسيا وبروناي وماليزيا وسنغافورة وهي مصنوعة من دقيق القمح. عادة تكون مستديرة الشكل وقد يتغير شكلها في بعض الأحيان. هناك العديد من أنواع هذه الوجبة الخفيفة، بعضها يستخدم الموز، الأنشوجة أو القريدس ، البصل أو الذرة